# Shot in the Dark (Within Temptation)
Shot in the Dark è un singolo del gruppo musicale olandese Within Temptation, pubblicato nel 2011 ed estratto dall'album The Unforgiving.

## Tracce
- Download digitale

1. Shot in the Dark (radio edit) – 3:41